# Marattia tuyamae
Marattia tuyamae là một loài dương xỉ trong họ Marattiaceae. Loài này được Nakai mô tả khoa học đầu tiên năm 1937.
Danh pháp khoa học của loài này chưa được làm sáng tỏ. 